# Dmytro Komarow
Dmytro Komarow, ukr. Дмитро Комаров (ur. 1 grudnia 1968) – ukraiński szachista, arcymistrz od 1994 roku.

## Kariera szachowa
W 1983 zwyciężył (wspólnie z Wałerijem Newerowem) w mistrzostwach USRR, rozegranych w Melitopolu. Sukcesy na arenie międzynarodowej zaczął odnosić po rozpadzie Związku Radzieckiego. W 1993 zwyciężył w Massy, w 1994 zwyciężył w Kordobie, a w Bukareszcie podzielił I miejsce (wspólnie z Siergiejem Anapolskim), natomiast w 1995 zajął I m. w Belgradzie oraz II m. w Kijowie (memoriał Igora Płatonowa, za Jurijem Kruppą).
W kolejnych latach odniósł kilka sukcesów w tradycyjnych turniejach w Reggio Emilii (1997/98 – dz. I m. wspólnie z Leonidem Judasinem, 1998/99 – dz. II m. za Jewgienijem Sołożenkinem, wspólnie ze Symbatem Lyputianem, 2003/04 – II m. za Igorem Miladinoviciem oraz 2004/05 – dz. II m. za Aleksandyrem Dełczewem, wspólnie m.in. z Igorem Miladinoviciem i Mišo Cebalo). Oprócz tego, w 2000 ruku podzielił I m. (wspólnie z Aleksandrem Motylowem) w Nikšiciu, w 2001 zwyciężył w Saint-Raphaël i Clichy, w 2004 zajął II m. (za Serhijem Fedorczukiem) w Charleroi, natomiast w 2006 zwyciężył w Eupen oraz podzielił I m. (wspólnie z Eraldem Dervishim) w Bratto.
Najwyższy wynik rankingowy w dotychczasowej karierze osiągnął 1 stycznia 1997; z 2615 punktami dzielił wówczas 45–50. miejsce na światowej liście FIDE, jednocześnie zajmując 2. miejsce (za Wasylem Iwanczukiem) wśród ukraińskich szachistów.